# Najwa Nimri
Najwa Nimri, née le 14 février 1972 à Pampelune, en Navarre, est une chanteuse, compositrice et actrice espagnole.

## Biographie
Née d’une mère espagnole et d’un père jordanien chrétien, elle grandit à Bilbao et habite désormais à Madrid.
Son premier travail en tant qu'actrice est son rôle dans Salto al vacío, le premier film de Daniel Calparsoro avec qui elle est mariée.
Pour sa carrière musicale, elle commence à chanter avec de petits groupes avant de former avec Carlos Jean, le groupe Najwajean. Elle a sorti sept albums en solo.
En 1997, elle joue l'un des deux protagonistes féminins, avec Penélope Cruz, du film Ouvre les yeux d'Alejandro Amenábar.
En 2015, elle intègre la distribution de la série Derrière les barreaux produite par Globomedia pour Antena 3. La fiction bat des records d'audience si bien qu'une deuxième saison est annoncée avant même la fin de la première. L'action se situe dans une prison pour femmes en Espagne. Najwa y interprète Zulema, une prisonnière très dangereuse qui tente de s'enfuir par tous les moyens.
En 2019, elle rejoint la série La casa de papel, diffusée sur Netflix, où elle incarne Alicia Sierra, négociatrice de la police lors des troisième, quatrième et cinquième saisons, ce qui lui offre une exposition mondiale, et particulièrement une grande popularité en France.
En 2021, toujours sur Netflix, elle joue la présentatrice cachée du reality show Insiders.
En 2022, elle est le personnage principal de la série Netflix Sur l'autel de la famille (titre original : Sagrada Familia), avec Iván Pellicer, Alba Flores et Macarena Gómez.
En décembre 2023, elle reprend le personnage d'Alicia Sierra pour une apparition dans la série Netflix Berlín, série dérivée du succès international La casa de papel, avec Pedro Alonso et Itziar Ituño.
En 2024, elle joue le rôle de la célèbre criminelle Aurora Rodríguez Carballeira, incarcérée à la prison pour femmes de Ventas, dans La Vierge rouge de Paula Ortiz. Le film est basé sur le destin tragique d'Hildegart Rodríguez Carballeira, jeune militante féministe assassinée par sa mère Aurora en 1933 sous la République, sur un scénario de Clara Roquet.

### Vie privée
Elle et Daniel Calparsoro se séparent en 2000. Elle a un fils d'un père inconnu en 2004, nommé Teo Nabil Mazore

### Polémique
En mars 2021, Najwa Nimri suscite une polémique dans les médias espagnols lorsque des journalistes viennent l'interviewer à la sortie de la Gare de Madrid-Atocha.
Les journalistes souhaitant lui demander comment s'est déroulée la soirée des Prix Goya et ce qu'elle pensait des réactions machistes à l'encontre de certaines actrices durant la cérémonie ; agacée et ne souhaitant visiblement pas répondre aux questions, elle se montre très agressive et menace physiquement certains journalistes, allant jusqu’à donner un coup dans la caméra de l'un d'entre eux en lançant : « Baisse ta putain de caméra ! ».
Son attitude sera dénoncée à de nombreuses reprises dans la presse ainsi que sur les réseaux sociaux.
Elle s'excuse plus tard sur Twitter, dénonçant sa propre attitude : « Mon comportement devant les caméras de l’autre jour a été regrettable. Je m’excuse, je n’ai aucune excuse ».

## Discographie

### Avec Carlos Jean dans le groupe Najwajean
- 1998 : No blood
- 2000 : Asfalto (BSO)
- 2002 : Selection
- 2002 : Guerreros (BSO)
- 2007 : Ten years after
- 2008 : Till it breaks
- 2015 : Bonzo

### En solo
- 2001 : Carefully
- 2003 : Mayday
- 2006 : Walkabout
- 2010 : El último primate
- 2012 : Donde Rugen Los Volcanes
- 2014 : Rat Race
- 2020 : Viene de largo
- 2021 : AMA

## Filmographie partielle

### Cinéma
- 1997 : Ouvre les yeux (Abre los ojos) d'Alejandro Amenábar : Nuria
- 1998 : Les Amants du cercle polaire de Julio Medem : Ana
- 2000 : Avant la nuit de Julian Schnabel : Fina Zorilla Ochoa
- 2000 : Asfalto de Daniel Calparsoro : Lucía
- 2001 : Fausto 5.0 de La Fura dels Baus : Julia
- 2001 : Lucia et le Sexe de Julio Medem : Elena
- 2002 : Piedras de Ramón Salazar : Leire
- 2004 : Agents secrets de Frédéric Schoendoerffer : Maria Menendez
- 2005 : 20 centimètres de Ramón Salazar : Bunny
- 2005 : La Méthode de Marcelo Piñeyro : Nieves
- 2007 : Mataharis d'Icíar Bollaín : Eva
- 2010 : Habitación en Roma de Julio Medem : Edurne
- 2010 : Route Irish de Ken Loach : Marisol
- 2010 : Même la pluie d'Icíar Bollaín : une actrice / Isabelle la Catholique
- 2010 : Todo lo que tú quieras d'Achero Mañas : Marta
- 2011 : Lost Destination d'Eduardo Chapero-Jackson : Inés
- 2017 : Quién te cantará de Carlos Vermut : Lila
- 2018 : L'Arbre de sang (El Arbol de la Sangre) de Julio Medem : Macarena
- 2024: La Vierge rouge (La virgen roja) de Paula Ortiz  : Aurora Rodríguez Carballeira, mère infanticide d'Hildegart Rodríguez Carballeira

### Télévision
- 2015 - 2018 : Derrière les barreaux (Vis a vis) : Zulema Zahir
- 2019 - 2021 : La casa de papel : Alicia Sierra (saisons 3, 4 et 5)
- 2020 : Vis a vis : El Oasis : Zulema Zahir
- 2022 : Sur l'autel de la famille : Gloria Ramón / Julia Santos
- 2023 : Berlin : Alicia Sierra
- 2024 : Respira : Patricia Segura, présidente de la Communauté valencienne